# Twisting by the Pool
„Twisting by the Pool“ je skladba britské rockové skupiny Dire Straits, která vyšla na jejich EP ExtendedancEPlay v roce 1983. Následně se také objevila na kompilačních albech Money for Nothing a Sultans of Swing: The Very Best of Dire Straits.
William Ruhlman z Allmusic skladbu označil za „nejbližší k bujnému rock and rollu této kapely zdánlivě bez humoru, o jakou se kdy pokusili.“